# Novena (počítač)
Novena je open-source hardwarový projekt navržený Andrewem „bunnie“ Huangem a Seanem „Xobs“ Crossem.

## Popis
Původní návrh noveny byla zahájena v roce 2012.
Ten byl vyvinut firmou Sutajio Ko-Usagi Pte. Ltd. a financovaný crowdfundingovou kampaní na Crowd Supply, která začala 15. dubna 2014. První nabídka byla 1,2 GHz Freescale Semiconductor čtyř-jádrový ARM (i.MX6) úzce spojený s Xilinx FPGA. Byla nabídnout verze pro „desktop“, „notebook“ nebo jako „heirloom laptop“ a také jako samostatná deska.
Dne 19. května 2014 byla crowdfundingová kampaň ukončená. Vybralo se přes 280 % původního cíle. Další financování umožnilo projektu dosažení 4 „dodatečných cílů“: vývoj free software grafických ovladačů pro integrovaný video urychlovač (etnaviv),  a zahrnutí MyriadRF softwarově definovaného rádia.
Novena je dodáván se šroubovákem, protože uživatelé jsou povinni sami instalovat baterii, LCD rámeček podle vlastního výběru, a dostanou reproduktory jako stavebnici. Majitelé 3D tiskárny si mohou vyrobit a doladit svou vlastní reprosoustava. Hlavní desky byly vyrobeny u AQS, což je poskytovatel služby elektronické výroby.